# Tirreno-Adriatico 1984
Tirreno-Adriatico 1984 est la 19e édition de la course cycliste par étapes italienne Tirreno-Adriatico. L’épreuve se déroule entre le 8 et le 14 mars 1984, sur un parcours de 1 042,9 km.
Le vainqueur de la course est le Suédois Tommy Prim (Bianchi). 

## Classements des étapes
| Étape | Date    | Villes étapes                         | km    | Vainqueur d’étape       | Leader du classement général |
| ----- | ------- | ------------------------------------- | ----- | ----------------------- | ---------------------------- |
| Pr.   | 8 mars  | Forio Ischia - Forio Ischia (clm)     | 4,85  | Guido Bontempi (ITA)    | Guido Bontempi (ITA)         |
| 1     | 9 mars  | Pouzzoles - Frosinone                 | 189,0 | Jesper Worre (DEN)      | Jesper Worre (DEN)           |
| 2     | 10 mars | Cassino - Montenero                   | 180,0 | Erich Maechler (SUI)    | Jesper Worre (DEN)           |
| 3     | 11 mars | Montenero - Monte San Pietrangeli     | 229,0 | Mario Beccia (ITA)      | Tommy Prim (SWE)             |
| 4     | 12 mars | Reccanoti - Ancône                    | 217,0 | Adri van der Poel (NED) | Tommy Prim (SWE)             |
| 5     | 13 mars | Camerano - Monte Bondone              | 211,0 | Marc Madiot (FRA)       | Tommy Prim (SWE)             |
| 6     | 14 mars | S.B del Tronto - S.B del Tronto (clm) | 12,05 | Roberto Visentini (ITA) | Tommy Prim (SWE)             |

## Classement général
|    | Cycliste            | Pays       | Équipe                 | Temps            |
| -- | ------------------- | ---------- | ---------------------- | ---------------- |
| 1  | Tommy Prim          | Suède      | Bianchi                | 28 h 39 min 41 s |
| 2  | Erich Maechler      | Suisse     | Cilo-Aufina            | + 2 s            |
| 3  | Roberto Visentini   | Italie     | Carrera                | + 5 s            |
| 4  | Adri van der Poel   | Pays-Bas   | Kwantum                | + 14 s           |
| 5  | Greg LeMond         | États-Unis | Renault                | + 23 s           |
| 6  | Giuseppe Petito     | Italie     | Alfa Lum               | + 29 s           |
| 7  | Stefan Mutter       | Suisse     | Cilo-Aufina            | + 39 s           |
| 8  | Johan van der Velde | Pays-Bas   | Metauro Mobili         | + 40 s           |
| 9  | Joop Zoetemelk      | Pays-Bas   | Kwantum                | + 42 s           |
| 10 | Alfredo Chinetti    | Italie     | Supermercati Brianzoli | + 43 s           |